# Ronde van Spanje 1967
De 22e editie van de Ronde van Spanje ging op 27 april 1967 van start in Vigo, in het westen van Spanje. Na 2941 kilometer en 18 etappes werd op 14 mei in Bilbao gefinisht. De ronde werd gewonnen door de Nederlander Jan Janssen. Het was voor het eerst in de geschiedenis van de Vuelta dat een Nederlander won.

## Eindklassement
Jan Janssen werd winnaar van het eindklassement van de Ronde van Spanje van 1967 met een voorsprong van 1 minuut en 43 seconden op Jean Pierre Ducasse. Janssen won tevens het puntenklassement, gevolgd door Gerben Karstens. In de top tien eindigden zes Spanjaarden. 
| rang | renner                      | land      | ploeg              | tijd       |
| ---- | --------------------------- | --------- | ------------------ | ---------- |
| 1    | Jan Janssen                 | Nederland | Pelforth-Sauvage   | 76u 38'04" |
| 2    | Jean Pierre Ducasse         | Frankrijk | Pelforth-Sauvage   | + 1'43"    |
| 3    | Aurelio González Puente     | Spanje    | Kas-Kaskol         | + 1'45"    |
| 4    | Luis Otaño                  | Spanje    | Fagor              | + 2'39"    |
| 5    | Cees Haast                  | Nederland | Televizier-Batavus | + 3'20"    |
| 6    | José Manuel López Rodríguez | Spanje    | Fagor              | + 3'41"    |
| 7    | Gregorio San Miguel         | Spanje    | Kas-Kaskol         | + 4'19"    |
| 8    | Mariano Díaz Díaz           | Spanje    | Fagor              | + 4'20"    |
| 9    | Raymond Poulidor            | Frankrijk | Mercier-BP         | + 5'54"    |
| 10   | José Pérez Francés          | Spanje    | Kas                | + 6'04"    |

## Etappe-overzicht
| Etappe | Van - naar              | Km        | Etappewinnaar       | Klassementsleider           |
| ------ | ----------------------- | --------- | ------------------- | --------------------------- |
| 1a     | Vigo - Bajo Miño        | 110       | Guido Reybrouck     | Guido Reybrouck             |
| 1b     | Vigo - Vigo             | 4,1 (ITT) | Jan Janssen         | Jan Janssen                 |
| 2      | Pontevedra - Orense     | 186       | Domingo Perurena    | Domingo Perurena            |
| 3      | Orense - Astorga        | 230       | Ramón Sáez          | Domingo Perurena            |
| 4      | Astorga - Salamanca     | 201       | Ramón Sáez          | Michele Dancelli            |
| 5      | Salamanca - Madrid      | 201       | Tom Simpson         | José Manuel López Rodríguez |
| 6      | Albacete - Benidorm     | 212       | Evert Dolman        | Jean Pierre Ducasse         |
| 7      | Benidorm - Valencia     | 148       | Gerben Karstens     | Jean Pierre Ducasse         |
| 8      | Valencia - Vinaròs      | 145       | Gilbert Bellone     | Jean Pierre Ducasse         |
| 9      | Vinaròs - Sitges        | 172       | Jan Lauwers         | Jean Pierre Ducasse         |
| 10a    | Sitges - Barcelona      | 39        | Jan Harings         | Jean Pierre Ducasse         |
| 10b    | Barcelona               | 45        | Gerben Karstens     | Jean Pierre Ducasse         |
| 11     | Barcelona - Andorra     | 241       | Mariano Díaz Díaz   | Jean Pierre Ducasse         |
| 12     | Andorra - Lérida        | 158       | Henk Nijdam         | Valentin Uriona             |
| 13     | Lérida - Zaragoza       | 182       | Ángel Ibáñez Lahoz  | Jean Pierre Ducasse         |
| 14     | Zaragoza - Pamplona     | 193       | Jos van der Vleuten | Jean Pierre Ducasse         |
| 15a    | Pamplona - Logroño      | 92        | Rolf Wolfshohl      | Jean Pierre Ducasse         |
| 15b    | Laguardia - Vitoria     | 44 (ITT)  | Raymond Poulidor    | Jean Pierre Ducasse         |
| 16     | Vitoria - San Sebastián | 139       | Tom Simpson         | Jean Pierre Ducasse         |
| 17     | Villabona - Zarauz      | 28 (ITT)  | Gerben Karstens     | Jan Janssen                 |
| 18     | Zarauz - Bilbao         | 175       | Gerben Karstens     | Jan Janssen                 |